# Arbeitswissenschaftliches Institut
Das Arbeitswissenschaftliche Institut (AWI) der Deutschen Arbeitsfront (DAF) unter Robert Ley wurde 1935 gegründet und entwickelte sich zu einem Planungszentrum der NS-Diktatur auf sozialpolitischem Gebiet.

## Struktur und Geschichte
Die Ziele, die nach dem Führerauftrag 1934/35 durch die DAF formuliert wurden, umfassten bereits ein breites Spektrum, wurden im Folgenden ab 1939 dem Kriegsverlauf angepasst: Das Institut sollte Krisenherde aufspüren und dem Arbeiterwiderstand die Basis entziehen, steigende Leistungsanforderungen akzeptabel machen, die Heimatfront im totalen Krieg stärken oder die „Leistungsfähigkeit“ von ausländischen Zwangsarbeitern erhöhen, Konzepte zur Senkung des Ausfalls durch Krankheit entwickeln sowie die „Neuordnung Europas“ vorbereiten.
Als Denkfabrik der DAF produzierte das Institut Denkschriften, Gutachten und zahlreiche Periodika. So sollten große sozialtechnologische Konzepte die Soziale Frage in Europa im Sinne der rassistischen NS-Ideologie endgültig lösen. Parallel erstellte das AWI für die Besatzungspolitik von Schutzstaffel, Verwaltung und Wehrmacht umfangreiche soziologische Untersuchungen und Vorschläge für die Ausbeutung dieser Länder. Ein Jahrbuch erschien seit 1935 bis 1941, andere Publikationen noch bis 1944. Die Autoren blieben oft ungenannt.
Als Leiter einer Arbeitsgemeinschaft fungierte 1935 anfangs ehrenamtlich, seit 1936 offiziell im Amt der bestens vernetzte Ministerialbeamte des Reichsarbeitsministeriums Wolfgang Pohl, der 1941 in die Privatindustrie ging, aber weiter leitende Aufgaben hatte. An Einrichtungen verfügte das Institut neben einem Archiv, das u. a. auf den Archiven der aufgelösten Gewerkschaften beruhte, einer Bibliothek, einer Statistischen Zentralstelle über eine Forschungsstelle mit Arbeitsbereichen, deren Zahl sich mit den Jahren vermehrte: Geschichte der Arbeit, Sozialwissenschaft, Volkswirtschaft, Arbeitsrecht, Statistik, Wirtschaftspsychologie, Arbeitshygiene, Arbeitspädagogik. Typisch war die Bildung zahlreicher interdisziplinärer Arbeitsgruppen. Die Zahl der wissenschaftlichen Mitarbeiter lag bei ca. 200, dazu kamen noch weitere beauftragte Mitarbeiter. Stellvertretender Leiter ab 1940 war der Leiter der Forschungsstelle Theodor Bühler, auch Generalreferent genannt.

## Aufarbeitung
Die Edition aller noch vorhandenen Arbeiten des AWI gab die Chance zur historischen Aufarbeitung der deutschen Sozialpolitik zwischen der Arbeiterbewegung und der NS-Diktatur. Im Jahr 1986 startete die Hamburger Stiftung für Sozialgeschichte des 20. Jahrhunderts ein  großräumiges  Forschungsprojekt  zu  den  „Sozialstrategien  der  Deutschen  Arbeitsfront“.  Untersucht  werden  sollte  der Einfluss des „Arbeitswissenschaftliches  Instituts“ (AWI) der „Deutsche Arbeitsfront“ (DAF) auf die Sozialpolitik des „Dritten Reiches“. Im Jahr 2000 legte Karl Heinz Roth eine  Dokumentation zum Geheimdienst der DAF und dessen Anteil an der Zerstörung der Arbeiterbewegung zwischen 1933 und 1938 vor.

## Publikationen
- „Die Durchdringung des Ostens in Rohstoff- und Landwirtschaft“. Vorschläge des Arbeitswissenschaftlichen Instituts der Deutschen Arbeitsfront zur Ausbeutung der UdSSR aus dem Jahr 1941, eingeleitet v. Michael Hepp, in: 1999, Heft 4, S. 96–134 (1987) online

### Publikationen der Sekundäredition 1986ff.
- Teil A Jahrbücher des Arbeitswissenschaftlichen Instituts der Deutschen Arbeitsfront 1936–1940/41, Band 1–6, Saur, München 1986–1992
- Teil B Denkschriften, Gutachten und Veröffentlichungen des Arbeitswissenschaftlichen Instituts der Deutschen Arbeitsfront

## Mitarbeiter
- Albert Brengel, Ökonom
- Karl Branner, Volkswirt, späterer OB von Kassel
- Wilhelm Brepohl
- Theodor Bühler, Volkswirt
- Friedrich Burgdörfer, Statistiker
- Heinz Busch (1916–1945), Diplomat
- Rudolf Craemer, Historiker
- Karl Demeter, Archivar
- Ernst Drahn, Archivar
- Adolf Günther, Rechts- und Staatswissenschaftler
- Walter Jacobsen, Historiker
- Woldemar Koch, Wirtschaftswissenschaftler
- Leonhard Miksch, Wirtschaftswissenschaftler
- Clemens Nörpel, Arbeitsrechtler
- Norbert Penquitt, Jurist
- Hans Peter, Wirtschaftswissenschaftler
- Karl Heinz Pfeffer, Soziologe
- Wolfgang Pohl (Beamter), Leiter 1936–1941
- Max Rolfes, Agrarwissenschaftler
- Wilhelm Rothhaupt, Schriftsteller und Kolonialpolitiker
- Friedrich Sitzler, Arbeitsrechtler
- Heinrich von Stackelberg, Soziologe
- Herbert Studders, Arbeitspädagoge
- Wilhelm Treue, Wirtschaftshistoriker
- Waldemar Zimmermann, Volkswirt